# ستيوارت كاروثرز
ستيوارت كاروثرز (بالإنجليزية: Stuart Carruthers)‏ هو لاعب هوكي الحقل أسترالي، ولد في 31 مارس 1970 في ملبورن في أستراليا.

## وصلات خارجية
- ستيوارت كاروثرز على موقع أوليمبيديا (الإنجليزية)
- ستيوارت كاروثرز على موقع اللجنة الأولمبية الأسترالية (الإنجليزية)